# Иванов, Владимир Николаевич (полный кавалер ордена Славы)
Влади́мир Никола́евич Ивано́в (25 августа 1924, Каргат, Каргатский уезд, РСФСР — 28 февраля 1971, Новокузнецк, СССР) — участник Великой Отечественной войны, полный кавалер ордена Славы.

## Биография
Родился 25 августа 1924 года в городе Каргат (в административном центре Каргатской волости) Каргатского уезда Ново-Николаевской губернии Советской России (ныне — город Каргат Каргатского района Новосибирской области) в семье рабочего. Русский. Окончил 7 классов (неполная средняя школа).
С молодости начал трудовую деятельность: рабочий в литейном цехе на легендарном КМК в городе Сталинске (ныне Новокузнецк).
20 августа 1942 года был Сталинским РВК Новосибирской области В.Н. Иванов был призван в Красную Армию. C октября 1942 года — член ВЛКСМ.
После учёбы в запасном полку в августе 1943 года прибыл в Действующую армию на передовую, воевал в составе Центральном фронте. Назначен в 271-й отдельный истребительно-противотанковый дивизион 149-й стрелковой дивизии номером в орудийном расчёте 45-мм орудия. Фронт в августе-сентябре 1943 года вёл ожесточённые бои в ходе Черниговско-Припятской наступательной операции.
C 20 октября 1943 года на основе Центрального фронта вновь формируется Белорусский фронт (позже будет реорганизован в 1-й Белорусский фронт).
18 ноября 1943 года в боях южнее города Речица (Гомельская область) младший сержант Иванов, будучи связным, передавал распоряжения командира дивизиона в батареи, обеспечивая отражение трёх вражеских контратак, в ходе которых из личного оружия сразил несколько гитлеровцев.
Приказом от 25 ноября 1943 года младший сержант Иванов Владимир Николаевич награждён орденом Cлавы III степени.
24 декабря 1943 года наводчик орудия младший сержант Иванов при отражении атаки противника на железнодорожной станции Чоповичи (Малинский район Житомирская область) метким огнём подбил вражеский танк.
Приказом от 2 февраля 1944 года младший сержант Иванов Владимир Николаевич был вновь награждён орденом Cлавы III степени (№ 618322).
2 июня 1944 года в районе железнодорожной станции Старые Броды (Ратновский район, Волынская область) подбил танк противника, три бронетранспортёра, рассеял и уничтожил несколько десятков гитлеровцев. В бою был ранен.
Приказом от 14 июня 1944 года младший сержант Иванов Владимир Николаевич награждён орденом Cлавы II степени (№ 46616).
После госпиталя вернулся на фронт, попал в другую часть (с 10 декабря 1944 — боец в составе частей 1-го Украинского фронта. Участвовал в боях за освобождение Польши (Сандомирско-Силезская операция), форсировал Вислу. Уже после 9 мая части фронта приняли участие в освобождении Праги.
В 1945 году был демобилизован. На фронте успел получить только два ордена Славы.
Вернулся в город Сталинск (с 1961 — Новокузнецк, работал инспектором вневедомственной охраны завода. В 1955 году выяснилось, что В.Н. Иванов был награждён ещё одним орденом Славы, который он не получил во фронтовой обстановке в результате ранения и выбытия в госпиталь. После запроса военкомата прошло перенаграждение.
Указом Президиума Верховного Совета СССР от 19 августа 1955 года в порядке перенаграждения Владимир Николаевич Иванов награждён орденом Славы I степени (№ 3742) и признан героем войны — полным кавалером ордена Славы.
Полученные на фронте раны подорвали здоровье. Владимир Николаевич Иванов скончался 28 февраля 1971 года.

## Награды
- орден Славы I степени (19.05.1955 — перенаграждение за орден Славы III степени от 02.02.1944 года в соответствии со статутом ордена)
- орден Славы II степени (14.06.1944)
- 2 ордена Славы III степени (25.11.1943 и 02.02.1944; второй орден будет заменён на орден Первой степени по Указу Президиума Верховного Совета СССР от 19.05.1955)
- медаль «За отвагу» (05.06.1944)
- юбилейная медаль «За доблестный труд (За воинскую доблесть). В ознаменование 100-летия со дня рождения Владимира Ильича Ленина» (1970)
- медаль «За Победу над Германией в Великой Отечественной войне 1941—1945 гг.» (1945)
- юбилейная медаль «Двадцать лет Победы в Великой Отечественной войне 1941—1945 гг.» (1965)
- нагрудный ветеранский знак-медаль «25 лет Победы в Великой Отечественной войне» (1970)
- медаль «За взятие Берлина» (1945)
- медаль «За освобождение Праги» (1945)
- юбилейная медаль «40 лет Вооружённых Сил СССР» (1958)
- юбилейная медаль «50 лет Вооружённых Сил СССР» (1968)